# Ravinia aurigena
Ravinia aurigena är en tvåvingeart som först beskrevs av Townsend 1912.  Ravinia aurigena ingår i släktet Ravinia och familjen köttflugor.
Artens utbredningsområde är Peru. Inga underarter finns listade i Catalogue of Life.